# Urographis
Urographis — род усачей из подсемейства ламиин.

## Описание
Переднегрудь с не угловидными отростками с боков. Вершины надкрылий выемчатые или срезанные. Последний брюшной сегмент самок удлинённый.

## Систематика
В составе рода:
- вид: Graphisurus despectus (LeConte, 1850)
- вид: Graphisurus eucharis (Bates, 1885)
- вид: Graphisurus fasciatus (DeGeer, 1775)
- вид: Graphisurus triangulifer (Haldeman, 1847)
- вид: Graphisurus vexillaris (Bates, 1872)